# جاك سانفورد
جاك سانفورد (بالإنجليزية: Jack Sanford)‏ هو لاعب كرة قاعدة أمريكي، ولد في 23 يونيو 1917 في تشاتهام في الولايات المتحدة، وتوفي في 4 يناير 2005 في غرينزبورو في الولايات المتحدة.